# Joseph Frederick Wallet Desbarres
Joseph Frederick Wallet Desbarres, o DesBarres (1721 – Halifax, 1824), è stato un cartografo britannico.
Aiutante di campo del generale James Wolfe durante la guerra dei Sette Anni, lavorò per molti anni nel tentativo di redigere carte geografiche dei litorali della Nuova Scozia.
Pubblicò una importante opera di cartografiaː The Atlantic Neptune.